# Fabienne Jourdan
Fabienne Jourdan est une historienne française de la philosophie née en 1978.

## Biographie
Fabienne Jourdan est une philosophe française spécialisée dans la pensée antique. Titulaire d'un doctorat en philosophie obtenu en 2007 et d’une Habilitation à diriger des recherches (HDR) en 2019, elle a été recrutée au CNRS en 2008. Depuis 2020, elle occupe le poste de directrice de recherche au sein de l’UMR Orient & Méditerranée (CNRS / Université Paris-Sorbonne). Elle est également membre titulaire du Laboratoire Antiquité Classique et Tardive et associée au Centre Léon Robin, deux centres de recherche dédiés à l’étude de la pensée antique, sous la double tutelle de l’Université Paris-Sorbonne et du CNRS.

## Parcours académique et distinctions
Fabienne Jourdan est agrégée de lettres classiques depuis 2001. Elle a d’abord été qualifiée au statut de maître de conférences en 2008, dans les sections 8 (lettres classiques) et 17 (philosophie) du Conseil National des Universités (CNU). Elle a commencé sa carrière au CNRS en tant que chargée de recherches (CR2 à partir de 2008, CR1 depuis 2013) avant d’accéder à son poste actuel de directrice de recherches en 2020. Elle est également qualifiée aux fonctions de professeur des universités (section 17).
Elle a reçu plusieurs distinctions pour ses travaux, notamment la Médaille de bronze du CNRS en 2013, le Prix Zographos de l’Association des Études grecques en 2012, ainsi que le Prix Adalbert-Hamman en 2009-2010.

## Thèmes de recherche
Ses recherches portent principalement sur le platonisme du IIe siècle après J.-C., avec un intérêt particulier pour des figures comme Numénius et Plutarque. Elle étudie l’ancrage de leurs idées chez Platon ainsi que leur réception dans les traditions chrétiennes et néoplatoniciennes.
Elle travaille également sur les polémiques religieuses et philosophiques, en analysant les rejets, transformations et appropriations des héritages religieux dits « païens » ainsi que des traditions platoniciennes, académiques et stoïciennes.
Par ailleurs, Fabienne Jourdan est spécialiste de la patristique grecque, notamment Clément d’Alexandrie, et s’intéresse à la littérature judéo-hellénistique, comme le « Testament » d’Orphée. Elle explore aussi la religion grecque ancienne, notamment l’orphisme et les cultes liés à Dionysos.
Parmi ses axes thématiques spécifiques figurent le chant, la Parole (Logos), les origines du mal, le dualisme, et la notion du Bien.

## Engagements scientifiques et collaborations
Fabienne Jourdan est membre statutaire du Laboratoire Antiquité Classique et Tardive (UMR 8167 « Orient et Méditerranée ») et fait partie du Labex RESMED. Elle est également membre associée du Centre Léon Robin (UMR 8061). De 2008 à 2011, elle a été chercheuse associée au groupe Ratio Religionis à Göttingen. Enfin, elle est membre de la Société internationale Ploutarchos (The International Plutarch Society).

## Communications dans un congrès
- Fabienne Jourdan. Penser et être dieu : questions platoniciennes et pythagoriciennes à propos du traité de Numénius Sur le Bien. Séminaire Pseudo-pythagorica (EHESS), Constantin Macris; Luc Brisson; Tiziano Dorandi, Nov 2024, Paris, France. ⟨hal-04859106⟩
- Fabienne Jourdan. Le premier dieu de Numénius et l’Apollon de Delphes : unité et images solaires (chez Macrobe, Saturnales, I 17, 65 = Num. 33 T = fr. 54 dP), Université de Ioannina, Grèce.. L'oeil et la lumière, Maria Zoubouli, Oct 2024, Ionnina, Greece, Greece. ⟨hal-04859102⟩
- Fabienne Jourdan. Plotin et Numénius : du sens à la lettre, en Timée, 39 e 7-9 (Enn. III 9 [13], 1 ; cf. II 9 [33] 1 et 6 — Num. 30 T). Plotin et Le Timée, Anca Vasiliu, Centre Léon Robin, Sorbonne-Université, Feb 2024, Paris, France. ⟨hal-04859098⟩
- Fabienne Jourdan. Stoïcisme et platonisme dans le texte provisoirement intitulé « Le Nouvel Apulée » —Étude des folios 319 r 22- 319 v 26 des nouveaux fragments. Les nouveaux fragments du “Nouvel Apulée” dans le palimpseste Veronensis XL (38), Victor Gysemberg, Emanuel Zingg, Jul 2023, Paris, France. ⟨hal-04259065⟩
- Fabienne Jourdan. Stoïcisme et platonisme dans le texte provisoirement intitulé “Le Nouvel Apulée” — Étude des folios 319 r 22- 319 v 26 des nouveaux fragments. Colloque international « Les nouveaux fragments du "Nouvel Apulée" dans le palimpseste Veronensis XL (38) », Centre Léon Robin de recherches sur la pensée antique, Jul 2023, Paris, France. ⟨hal-04368664⟩
- Fabienne Jourdan. L’animation tardive de l’embryon chez Porphyre : une doctrine antichrétienne aussi ou un débat résolument interne au platonisme ?. Platonism and Christianity in Late Antiquity: Literary strategies of threat communication in Porphyry and Eusebius, Volker Drecoll, Irmgard Männlein-Robert, May 2023, Tübingen, Allemagne, Allemagne. ⟨hal-04259031⟩
- Fabienne Jourdan. La proschrèsis de Numénius : une lecture controuvée, mais utile, de Timée, 39 e 7-9. Les contresens féconds dans l’exégèse antique,, Sophie van der Meeren, Feb 2023, Rennes, France. ⟨hal-04259014⟩
- Fabienne Jourdan. Peut-on parler d’une triade divine chez Numénius ? Réception de son enseignement chez Proclus et Cyrille. Triade de Trinité, Feb 2021, Paris, France. ⟨hal-03504493⟩
- Fabienne Jourdan. The early Christian iconography of Orpheus and its possible meanings. Seminar of Patristic literature, May 2011, London, United Kingdom. ⟨hal-00594776⟩
- Fabienne Jourdan. Transpositional Hermeneutics in Jewish and Greek culture: the cases of the Derveni Papyrus and of Aristobulus. Transpositional Hermeneutics in Jewish and Greek culture, Apr 2011, Göttingen, Germany. ⟨hal-00594775⟩
- Fabienne Jourdan. Seele als Materie oder Materie als Seele?. Die Wurzel des Übels. Vorstellungen über die Herkunft des Bösen und Schlechten in der Philosophie und Religion des 1.-4. Jahrhunderts, Jan 2011, Göttingen, Germany. pp.à définir. ⟨hal-00594773⟩
- Fabienne Jourdan. Das Übel und das Böse im altgriechischen Denken und bei Platon. Kolloquium Lichtenberg-Kolleg, Oct 2010, Göttingen, Germany. ⟨hal-00594769⟩
- Fabienne Jourdan. Einführung in die Lehre des Numenios. Die Mittelplatoniker im Gespräch, Aug 2010, Göttingen, Germany. ⟨hal-00594767⟩
- Fabienne Jourdan. Origine du mal et liberté chez Clément d'Alexandrie. Le mal et thèmes associés dans la Septante et les pensées philosophiques et chrétiennes des premiers siècles, Mar 2010, Paris, France. ⟨hal-00594765⟩
- Fabienne Jourdan. Woher kommt das Übel? Platonische Psychogonie bei Plutarch. Woher kommt das Übel? Platonische Psychogonie bei Plutarch, Nov 2009, Göttingen Universität, Germany. ⟨hal-00435389⟩
- Fabienne Jourdan. Ursprung des Bösen und Willensfreiheit bei Klemens von Alexandrien:. Ursprung des Bösen und Willensfreiheit bei Klemens von Alexandrien: Erörterung von Strom. I 17, 81-87, Aug 2009, Göttingen Universität, Germany. ⟨hal-00435396⟩
- Fabienne Jourdan. Ursprung des Bösen und Willensfreiheit bei Klemens von Alexandrien:. Klemens ins Gespräch, Aug 2009, Göttingen Universität, Germany. ⟨hal-00587247⟩
- Fabienne Jourdan. Die Rezeption des Orpheus Mythos bei den Kirchenvätern. Die Rezeption des Orpheus Mythos bei den Kirchenvätern, Aug 2008, Göttingen Universität, Germany. ⟨hal-00392913⟩
- Fabienne Jourdan. Das Böse bei Platon und die Rezeption dieser Lehre. Das Böse bei Platon und die Rezeption dieser Lehre, Apr 2008, Bonn-Universität, Germany. ⟨hal-00392907⟩
- Fabienne Jourdan. Das Böse in Philosophie und Theologie am Anfang der christlichen Ära. (Die Lehre vom Bösen im Platonismus und Neupythagorismus des 2. und 3. Jahrhunderts n. Chr., im Vergleich zu den Ansichten der Christen und Gnostiker.) Skizze des Projekts. Das Böse in Philosophie und Theologie am Anfang der christlichen Ära. (Die Lehre vom Bösen im Platonismus und Neupythagorismus des 2. und 3. Jahrhunderts n. Chr., im Vergleich zu den Ansichten der Christen und Gnostiker.) Skizze des Projekts, Nov 2007, Giessen, Germany. ⟨hal-00392899⟩
- Fabienne Jourdan. Die Bedeutung der Figur des Orpheus bei den Kirchenvätern und besonders bei Klemens von Alexandrien. Die Bedeutung der Figur des Orpheus bei den Kirchenvätern und besonders bei Klemens von Alexandrien, Dec 2006, Bonn-Universität, Germany. ⟨hal-00392894⟩
- Fabienne Jourdan. Dionysos dans le Protreptique de Clément d'Alexandrie. Dionysos dans le Protreptique de Clément d'Alexandrie, Feb 2005, Palma de Mallorca, Espagne. pp.265-282. ⟨hal-00392889⟩
- Fabienne Jourdan. Wie die philosophischen und polemischen Exegesen die orphischen Mythen umgedichtet haben ? (Das Beispiel des Mythos des Phanes in dem Derveni Papyrus und des des ermordeten Dionysos bei den Neoplonikern und bei den Kirchenvätern, besonders bei Clemens von Alexandrien. Wie die philosophischen und polemischen Exegesen die orphischen Mythen umgedichtet haben ? (Das Beispiel des Mythos des Phanes in dem Derveni Papyrus und des des ermordeten Dionysos bei den Neoplonikern und bei den Kirchenvätern, besonders bei Clemens von Alexandrien, Dec 2004, Cologne, Thomas Institut, Germany. ⟨hal-00392923⟩
- Fabienne Jourdan. Du muthos au logos : la méthode exégétique dans le Papyrus de Derveni. Du muthos au logos : la méthode exégétique dans le Papyrus de Derveni, Feb 2004, Paris-EPHE/SR, France. ⟨hal-00392877⟩
- Fabienne Jourdan. L'interprétation plutarquéenne du démembrement de Dionysos et la fortune de cette exégèse. L'interprétation plutarquéenne du démembrement de Dionysos et la fortune de cette exégèse, Jan 2004, Toulouse, France. pp.153-174. ⟨hal-00392868⟩

## Articles dans une revue
- Fabienne Jourdan. Recension de Helmut Seng, Oracula Chaldaica Latine, Heidelberg Universitätsverlag Winter (« Bibliotheca Chaldaica » 9), 2021, 320 p.,. Chôra. Revue d'études anciennes et médiévales, 2024, 21-22, pp.615-617. ⟨hal-04859087⟩
- Fabienne Jourdan. En quel sens parler d’une triade divine chez Numénius ? La réception de son enseignement chez Proclus et Cyrille. Chôra. Revue d'études anciennes et médiévales, 2024, 21-22, pp.37-69. ⟨hal-04859037⟩
- Fabienne Jourdan. En quel sens parler d’une triade divine chez Numénius ? Réception de son enseignement chez Proclus et Cyrille. Chôra. Revue d'études anciennes et médiévales, A paraître. ⟨hal-04259889⟩
- Fabienne Jourdan. « Peut-on parler d’une triade divine chez Numénius ? La réception de l’enseignement de Numénius sur les deux premiers dieux chez Proclus et Cyrille ». Chôra. Revue d'études anciennes et médiévales, 2022. ⟨hal-03901380⟩
- Fabienne Jourdan. « Numénius et les traditions juives : la confrontation de Moïse avec Jannès et Jambrès. Num. 18 F = fr. 9 dP », Semitica et classica, 14, 2021.. Semitica et Classica, 2022. ⟨hal-03505150⟩
- Fabienne Jourdan. « Le retour de l’âme à son lieu d’origine divine après la mort physique et sa descente ici-bas selon Numénius ». Etudes platoniciennes, 2022, 17. ⟨hal-03900637⟩
- Fabienne Jourdan. Recension de Helmut Seng, Oracula Chaldaica Latine, Heidelberg Universitätsverlag Winter (« Bibliotheca Chaldaica » 9), 2021, 320 p. Χώρα 2023.. Chôra. Revue d'études anciennes et médiévales, 2022. ⟨hal-03901405⟩
- Fabienne Jourdan. Οὐσία chez Numénius : une notion qui s’élabore progressivement. Analyse des difficultés relatives à l’oὐσία et à l’ἰδέα dans les fragments 22 F, 24 F et 28 F (fr. 14, 16 et 20 dP). Chôra. Revue d'études anciennes et médiévales, 2021, OUSIA: ESSENCE OU SUBSTANCE? Définitions et traductions d’un concept clef dans la pensée antique et médiévale, 18-19, pp.455-486. ⟨hal-03504420⟩
- Fabienne Jourdan. Le retour de l’âme à son lieu d’origine divine après la mort physique et sa descente ici-bas selon Numénius. Etudes platoniciennes, 2021. ⟨hal-03504470⟩
- Fabienne Jourdan. Recension de Renaud Silly, Les Grands mystères de la Sagesse, « Proverbes de Salomon 8 & 9 dans la version des Septante », Paris, Les Belles Lettres, 2020, 592 p. Revue d'études augustiniennes et patristiques, 2021. ⟨hal-03504487⟩
- Fabienne Jourdan. Interactions, influences et transferts culturels : le cas de Numénius. Cahiers ReMix, 2021. ⟨hal-03504461⟩
- Fabienne Jourdan, Léon Centre, Str M Kogălniceanu. « Annexe : Ἕξις, οὐσία et ἐπιστήμη : un réseau d’images aristotélicien à l’arrière-plan du fragment 22 F de Numénius ? ». Chôra. Revue d'études anciennes et médiévales, 2021. ⟨hal-03505078⟩
- Fabienne Jourdan. « Numénius et les traditions juives : la confrontation de Moïse avec Jannès et Jambrès. Num. 18 F = fr. 9 dP ». Semitica et Classica, 2021, 14. ⟨hal-03505085⟩
- Fabienne Jourdan. « Pourquoi n’y a-t-il pas d’âme du monde dans le dialogue de Numénius Sur le Bien ? La non-identification du “troisième” dieu à l’âme du monde dans le Περὶ τἀγαθοῦ ». Philosophie antique - problèmes, renaissances, usages , 2021, 21 (21), pp.233-264. ⟨hal-03092398⟩
- Fabienne Jourdan. Recension d’Alain Galonnier : Cassiodore, De l’âme, texte émendé de l’édition J. W. Halporn, introduction, traduction et notes de A. Galonnier, Paris, Cerf (« SC » 585) 2017, recension rendue à la Revue d’études augustiniennes et patristiques début 2020.. Revue d'études augustiniennes et patristiques, 2021. ⟨hal-03092407⟩
- Fabienne Jourdan. Numénius et la tradition judéo-hellénistique : une relecture du fragment 21 F (13 dP). Semitica et Classica, 2021, pp.105-125. ⟨hal-03504427⟩
- Fabienne Jourdan. Recension de : Hiéroclès d’Alexandrie, Commentaire sur les vers d’or des Pythagoriciens. Traité sur la Providence, Textes introduits, traduits et annotés par Noël Aujoulat et Adrien Lecerf, Collection La Roue à livres, 84, Paris, Les Belles Lettres, 2018, XVI + 314 pages.. Revue de philologie, de littérature et d'histoire anciennes , 2021. ⟨hal-03092410⟩
- Fabienne Jourdan. Numénius et Pythagore Pourquoi Numénius fait-il du pythagorisme le fondement du platonisme ?. Revue de l'histoire des religions, 2021, 2021/2 (238), pp.207-234. ⟨10.4000/rhr.11193⟩. ⟨hal-03092390⟩
- Fabienne Jourdan. Pourquoi n’y a-t-il pas d’âme du monde dans le dialogue de Numénius Sur le Bien ?. Philosophie antique - problèmes, renaissances, usages , 2021, Les éléments, 21, pp.233-264. ⟨10.4000/philosant.5354⟩. ⟨hal-03504468⟩
- Fabienne Jourdan. Numénius et les traditions juives : la confrontation de Moïse avec Jannès et Jambrès. Num. 18 F = fr. 9 dP. Semitica et Classica, 2021, Semitica et classica, 14 (2021), pp.39-58. ⟨hal-03504474⟩
- Fabienne Jourdan. « L’οὐσία chez Numénius : une notion qui s’élabore progressivement. Analyse des difficultés relatives à l’οὐσία et à l’ἰδέα dans les fragments 22 F, 24 F et 28 F (fr. 14, 16 et 20 dP)». Chôra. Revue d'études anciennes et médiévales, 2021, 2020 (18-19), pp.455-480. ⟨hal-03092393⟩
- Fabienne Jourdan. Annexe : Ἕξις, οὐσία et ἐπιστήμη : un réseau d’images aristotélicien à l’arrière-plan du fragment 22 F de Numénius. Chôra. Revue d'études anciennes et médiévales, 2021. ⟨hal-03504423⟩
- Fabienne Jourdan. Recension de Manuel Baumbach, Matthias Becker, Reinhold F. Glei, Irmgard Männlein-Robert, Christoph Riedweg, Benjamin Topp, Die Seele im Kosmos: Porphyrios, Über die Nymphengrotte in der Odyssee (eingeleitet, übersetzt und mit interpretierenden Essays), ensemble édité par Manuel Baumbach, Tübingen (« Sapere » 32), 200 p., Koinonia, 2020.. Κοινωνία = Koinōnia, 2021. ⟨hal-03092411⟩
- Fabienne Jourdan. « Le retour de l’âme à son lieu d’origine divine après la mort physique et sa descente ici-bas selon Numénius », Les Études platoniciennes, 2021.. Etudes platoniciennes, 2021. ⟨hal-03092399⟩
- Fabienne Jourdan. Numénius a-t-il commenté le Parménide ? Troisième partie : Retour sur les sources de “l’exposé commun” (Numénius, le Commentaire anonyme au Parménide, l’Apocalypse de Zostrien et Marius Victorinus). Revue de philosophie ancienne, 2020. ⟨hal-02558748⟩
- Fabienne Jourdan. Note critique : « Angela Ulacco, Pseudopythagorica Dorica, I trattai di argomento metafisico, logico ed epistemologico attribuiti ad Archita e a Brotino (2017). Recension suivie suivie de quelques réflexions sur les liens entre pythagorisme et platonisme à l’époque impériale, notamment chez Plutarque et Numénius ». Philosophie antique - problèmes, renaissances, usages , 2020. ⟨hal-02461766⟩
- Fabienne Jourdan. « Numénius et la tradition judéo-hellénistique : une relecture du fragment 21 F (13 dP) ». Semitica et Classica, 2020, 13 (13), pp.105-125. ⟨hal-03092401⟩
- Fabienne Jourdan. NUMÉNIUS A-T-IL COMMENTÉ LE PARMÉNIDE ?. Revue de philosophie ancienne, 2020, 38 (1), pp.103-137. ⟨hal-03092386⟩
- Fabienne Jourdan. Note critique : « Angela Ulacco, Pseudopythagorica Dorica, I trattai di argomento metafisico, logico ed epistemologico attribuiti ad Archita e a Brotino (2017). Recension suivie de quelques réflexions sur les liens entre pythagorisme et platonisme à l’époque impériale, notamment chez Plutarque et Numénius », Philosophie antique 20, 2020, p. 269-274 (https://journals.openedition.org/philosant/3432).. Philosophie antique - problèmes, renaissances, usages , 2020. ⟨hal-03092405⟩
- Fabienne Jourdan. « Numénius a-t-il commenté le Parménide ? Troisième partie : Retour sur les sources de “l’exposé commun” (Numénius, le Commentaire anonyme au Parménide, l’Apocalypse de Zostrien et Marius Victorinus) », Revue de philosophie ancienne, 2019, 2, n° 38, 2, p. 209-280.. Revue de philosophie ancienne, 2019. ⟨hal-02426869⟩
- Fabienne Jourdan. Une appropriation habile de Numénius : Eusèbe de Césarée et son emploi critique de l’adjectif ὁμοούσιος en PE XI 21-22. Revue d'études augustiniennes et patristiques, 2019, 65 (1), pp.99-117. ⟨10.1484/J.REA.4.2019025⟩. ⟨hal-02426866⟩
- Fabienne Jourdan. Numénius a-t-il commenté le Parménide ? Deuxième partie : Numénius et le Commentaire anonyme au Parménide. Revue de philosophie ancienne, 2019, 37 (2), pp.209-277. ⟨hal-02426868⟩
- Fabienne Jourdan. Une appropriation habile de Numénius : Eusèbe de Césarée et son emploi critique de l’adjectif ὁμοούσιος en PE XI 21-22. Première partie : Monothéisme et emploi critique de l’adjectif ὁμοούσιος : Eusèbe, lecteur de Platon via Numénius (PE XI 21). Revue d'études augustiniennes et patristiques, 2018, 64 (2), pp.215-242. ⟨10.1484/J.REA.4.2019002⟩. ⟨hal-02426864⟩
- Fabienne Jourdan. Sur le Bien de Numénius, Sur le Bien de Platon. L’enseignement oral du maître comme occasion de rechercher son pythagorisme dans ses écrits. Chôra. Revue d'études anciennes et médiévales, 2018, 2017 / 2018, pp.139-165. ⟨hal-02426859⟩
- Fabienne Jourdan. Note de lecture du roman d’Olivier Sebban, Sécessions (Payot et Rivages, Paris, 2016), dans Europe, 2016, 1051/1052, p. 360-361.. Europe. Revue littéraire mensuelle, 2016. ⟨hal-02426884⟩
- Fabienne Jourdan. Recension de Francesco Massa, Tra la vigna e la croce, « Dioniso nei discori letterari e figurativi cristiani (II-IV secolo), Franz Steiner (« Potsdamer Altertumswissenschaftliche Beiträge ; Alte Geschichte » 47), Stuttgart, 2014, 325 pages. Revue des études anciennes, 2015, 2 (112), pp.731-734. ⟨hal-02426881⟩
- Fabienne Jourdan. Recension de de Claudio Moreschini, Hermes Christianus, « The intermingling of Hermetic piety and Christian thought », Brepols (« Cursor mundi » 8), Turnhout, 2011. Revue d'études augustiniennes et patristiques, 2015, 1 (61), pp.171-173. ⟨hal-02426882⟩
- Fabienne Jourdan. Traditions bibliques et traditions égyptiennes au service d’une exégèse du mythe d’Er : Numénius et l’allégorie d’Homère dans le fragment 30 des Places. Les études philosophiques, 2015, 3, pp.431-452. ⟨10.3917/leph.153.0431⟩. ⟨hal-02426851⟩
- Fabienne Jourdan. La matière à l’origine du mal chez Numénius (fr. 52 des Places, Calcidius ; cf. fr. 43 des Places, Jamblique). Philosophie antique - problèmes, renaissances, usages , 2014. ⟨hal-02426841⟩
- Fabienne Jourdan. Woher kommt das Übel? Platonische Psychogonie bei Plutarch. Ploutarchos, 2014, 11, pp.87-122. ⟨hal-02426848⟩
- Fabienne Jourdan. Recension de de Yves-Marie Blanchard, Bernard Pouderon, Madeleine Scopello, [dir.], Les Forces du bien et du mal dans les premiers siècles de l’Église, Paris, Beauchesne (« Théologie historique » 118), 2010, dans la Revue d’études augustiniennes et patristiques, 2014, n° 60, 1, p. 151-152.. Revue d'études augustiniennes et patristiques, 2014. ⟨hal-02434782⟩
- Fabienne Jourdan. The Orphic Singer in Clement of Alexandria and in the Roman catacombs: comparison between the literary and the iconographic early Christian representation of Orpheus. Studia Patristica, 2014. ⟨hal-02426843⟩
- Fabienne Jourdan. LA MATIÈRE À L'ORIGINE DU MAL CHEZ NUMÉNIUS. UN ENSEIGNEMENT EXPLICITÉ CHEZ MACROBE ? « La matière à l’origine du mal chez Numénius. Un enseignement explicité chez Macrobe ? Première partie : La doctrine du corps astral et des facultés produites par l’âme lors de sa descente à travers les sphères planétaires », Revue de philosophie ancienne, 2013, 1, n° 31, 1, p. 41-98.. Revue de philosophie ancienne, 2013. ⟨hal-02426833⟩
- Fabienne Jourdan. LA MATIÈRE À L'ORIGINE DU MAL CHEZ NUMÉNIUS. UN ENSEIGNEMENT EXPLICITÉ CHEZ MACROBE ? La matière à l’origine du mal chez Numénius. Un enseignement explicité chez Macrobe ? Deuxième partie : La doctrine de la matière affectant l’âme lors de sa descente vers le corps terrestre ». Revue de philosophie ancienne, 2013. ⟨hal-02426837⟩
- Fabienne Jourdan. Recension de de Yves-Marie Blanchard, Bernard Pouderon, Madeleine Scopello, [dir.], Les Forces du bien et du mal dans les premiers siècles de l’Église, Paris, Beauchesne (« Théologie historique » 118), 2010. Zeitschrift für Antikes Christentum, 2013, pp.354-357. ⟨hal-02426883⟩
- Fabienne Jourdan. Le fragment 43 (des Places) de Numénius. Problèmes d’édition, tentatives d’interprétation. Etudes platoniciennes, 2013. ⟨hal-02426838⟩
- Fabienne Jourdan. COMPTES RENDUS BIBLIOGRAPHIQUES de Bernard Pouderon, Pseudo-Justin, Ouvrages apologétiques, Exhortation aux Grecs (Marcel d’Ancyre?), Discours aux Grecs, Sur la Monarchie, Paris, Cerf (SC 528), 2009. Revue d'études augustiniennes et patristiques, 2011, 57, pp.145-148. ⟨hal-02426880⟩
- Fabienne Jourdan. La théodicée développée sur le thème du larcin des Grecs : origine du mal, liberté et Providence chez Clément d’Alexandrie (Stromates I 17, 81-87). Semitica et Classica, 2011, ⟨10.1484/j.seC.1.102511⟩. ⟨hal-02426825⟩
- Fabienne Jourdan. Recension de John Philipps, Order from Disorder. Proclus’ Doctrine of Evil ant its Roots in Ancient Platonism, Brill, Leiden/Boston, 2007. Ancient Philosophy, 2010, 30, pp.219-225. ⟨hal-02426879⟩
- Fabienne Jourdan. Le Logos de Clément d'Alexandrie soumis à la question. Revue d'études augustiniennes et patristiques, 2010, 3 (2010), pp.135-172. ⟨hal-00601602⟩
- Fabienne Jourdan. Orphée est-il véritablement un homme ?. Les Études Classiques, 2009, 76, 3 (76, 3), pp.129-174. ⟨hal-00435404⟩
- Fabienne Jourdan. VERTUS IRÉNIQUES ET CIVILISATRICES DU CHANT SUR LE CHANT« L’ASSOCIATION POÉTIQUE DES CITHARÈDES LÉGENDAIRES (AMPHION, ARION ET ORPHÉE) CHEZ HORACE ET SILIUS ITALICUS ». Revue des études anciennes, 2008, 110 (110, 1), pp.103-116. ⟨hal-00392839⟩
- Fabienne Jourdan. “ Orphée, sorcier ou mage ? ”. Revue de l'histoire des religions, 2008, 225 (225, 1), pp.5-36. ⟨hal-00392836⟩
- Fabienne Jourdan. Le Logos et l'empereur, nouveaux Orphée. Postérité d'une image entrée dans la littérature avec Clément d'Alexandrie. Vigiliae Christianae, 2008, 62 (62, 4), pp.319-333. ⟨10.1163/157007208X247656⟩. ⟨hal-00392855⟩
- Fabienne Jourdan. Dionysos dans le Protreptique de Clément d'Alexandrie. Revue de l'histoire des religions, 2006, 223, pp.265-282. ⟨10.4000/rhr.5180⟩. ⟨hal-00392832⟩
- Fabienne Jourdan. Manger Dionysos. Pallas. Revue d'études antiques, 2005, 67, pp.153-174. ⟨hal-00375407⟩
- Fabienne Jourdan. Porphyre, lecteur et citateur du traité de Plutarque Manger de la viande. Revue des Études Grecques, 2005, 118, pp.426-435. ⟨10.3406/reg.2005.4634⟩. ⟨hal-00375411⟩

## Chapitres d'ouvrage
- Fabienne Jourdan. L’exploitation théologique de Numénius par Eusèbe : une voie pour mieux connaître Numénius, même là où Eusèbe se tait. Sébastien Morlet. Eusèbe de Césarée et la philosophie, « Christianisme et philosophie en Palestine au tournant du IVe siècle de notre ère »,, Brepols, pp.87-99, 2024, Semitica et classica, Supplémenta 5. ⟨hal-04859054⟩
- Fabienne Jourdan. Stoïcisme et platonisme dans le texte provisoirement intitulé « Le Nouvel Apulée » —Étude des folios 319 r 22- 319 v 26 des nouveaux fragments. Victor Gysembergh; Emanuel Zingg. Les nouveaux fragments du “Nouvel Apulée” dans le palimpseste Veronensis XL (38), Les Belles Lettres, A paraître. ⟨hal-04859117⟩
- Fabienne Jourdan. Numénius et les mythes grecs : exégète ou polémiste ? Une analyse du fragment 58 des Places. F. Bagdhassarian et J.-B. Gourinat. Mythes religieux et philosophie dans l'Antiquité,, Vrin, A paraître. ⟨hal-04859073⟩
- Fabienne Jourdan. The late entry of the soul in the embryo in Porphyry: an anti-Christian doctrine also or a resolutely internal debate within Platonism?. Irmgard Männlein-Robert et Volker Drecoll,. Porphyry's Psychology in Contest, Brepols, In press. ⟨hal-04859124⟩
- Fabienne Jourdan. La proschrèsis de Numénius : une lecture controuvée, mais utile, de Timée, 39 e 7-9. S. van der Meeren. Les contresens féconds dans l’exégèse antique, PUR, A paraître. ⟨hal-04859113⟩
- Fabienne Jourdan. « L’exploitation théologique de Numénius par Eusèbe : une voie pour mieux connaître Numénius, même là où Eusèbe se tait », dans les actes du colloque Eusèbe de Césarée et la philosophie, 20-21 novembre 2019, organisé par Sébastien Morlet, Sorbonne Université, prévu pour 2021 / 2022.. Eusèbe et les philosophes, 2022. ⟨hal-03901371⟩
- Fabienne Jourdan. « Orphica in the Jewish hellenistic Literature in Greek ». Clark Companion to Hellenistic Jewish Literature in Greek,, 2022. ⟨hal-03901395⟩
- Fabienne Jourdan. Orphica in the Jewish hellenistic Literature in Greek. Clark Companion to Hellenistic Jewish Literature in Greek, 2021. ⟨hal-03504483⟩
- Fabienne Jourdan. « L’exploitation théologique de Numénius dans la Préparation évangélique », dans les actes du colloque Eusèbe de Césarée et la philosophie, 20-21 novembre 2019, organisé par Sébastien Morlet, Université Paris IV-Sorbonne, prévu pour 2021 / 2022.. Eusèbe et les philosophes, 2021. ⟨hal-03092400⟩
- Fabienne Jourdan. Orpheus and the Church Fathers. Companion to Early Christian Philosophy, 2021. ⟨hal-03504481⟩
- Fabienne Jourdan. Annexe : Ἕξις, οὐσία et ἐπιστήμη : un réseau d’images aristotélicien à l’arrière-plan du fragment 22 F de Numénius ? », Χώρα 18-19, 2021, p. 481-486.. L’interprétation philosophique des mythes religieux,, pp.481-486., 2021. ⟨hal-03092395⟩
- Fabienne Jourdan. Orpheus. Encyclopedia of the Bible and Its Reception, 2021. ⟨hal-03504480⟩
- Fabienne Jourdan. Numénius et les traditions “orientales” : essai sur l’accord perçu entre elles et Platon (fr. 1 / 10 F). Les philosophes et les mystères dans l’Empire romain, 2021. ⟨hal-03504456⟩
- Fabienne Jourdan. « Numénius et les traditions “orientales” : essai sur l’accord perçu entre elles et Platon (fr. 1 / 10 F) ». Les philosophes et les mytères dans l’Empire romain, Presses Universitaires de Liège / De Boccard, pp.59-89, 2021. ⟨hal-03092388⟩
- Fabienne Jourdan. L’exploitation théologique de Numénius par Eusèbe : une voie pour mieux connaître Numénius, même là où Eusèbe se tait. Eusèbe de Césarée et la philosophie, 2021. ⟨hal-03504471⟩
- Fabienne Jourdan. « Orphica in the Jewish hellenistic Literature in Greek », in M. Dhont, S. Adams, (dir.), Clark Companion to Hellenistic Jewish Literature in Greek, Cambridge, Bloomsbury, 2021.. Clark Companion to Hellenistic Jewish Literature in Greek, 2021. ⟨hal-03092403⟩
- Fabienne Jourdan. Une exégèse de l’Antre des nymphes au service d’une interprétation du mythe d’Er - Homère chez Numénius d’après Porphyre et Proclus (fr. 30, 31, 35 des Places). Sylvain Roux. Homère et les philosophes, Editions Herrmann, pp.61-82, 2020, 9791037005151. ⟨hal-03092387⟩
- Fabienne Jourdan. Traduction des paragraphes 5 et 10 à 12 du De antro nympharum de Porphyre avec les notes et le commentaire correspondant, dans Dorandi, T. [dir.], 2019, Porphyre, L’Antre des nymphes, introduction, édition du texte grec, traduction et notes sous la direction de T. Dorandi, Vrin (« Histoire des doctrines de l’Antiquité classique »), Paris, p. 178-180 et p. 192-199.. Porphyre, L’Antre des nymphes,, 2019. ⟨hal-02426876⟩
- Fabienne Jourdan. Une mystique de Numénius inspirant celle de Plotin ? Analyse du fragment 2 (des Places) du Περὶ τἀγαθοῦ — à la mémoire de Pierre Hadot. Chiara O. Tommasi; Luciana Gabriela Soares Santoprete; Helmut Seng. Hierarchie und Ritual. Zur philosophischen Spiritualität in der Spätantike, 7, Universitätsverlag Winter, pp.195-224, 2018, Bibliotheca Chaldaica, 978-3-8253-6933-0. ⟨hal-02426861⟩
- Fabienne Jourdan. Du Mystère au mysticisme : élaboration d’une mystique de la Parole dans les Stromates de Clément d’Alexandrie .. S. C. Mimouni, M. Scopello. La mystique théorique et théurgique dans l’antiquité gréco-romaine, « Judaïsmes et christianismes »,, Brepols, pp.402-447, 2016. ⟨hal-02426856⟩
- Fabienne Jourdan. EUSÈBE DE CÉSARÉE ET LES EXTRAITS DE NUMÉNIUS DANS LA PRÉPARATION ÉVANGÉLIQUE « Eusèbe de Césarée et les extraits de Numénius dans la Préparation évangélique », dans S. Morlet, (dir.) Lire en extraits, « Pratiques de lecture et de production des textes, de l’Antiquité au Moyen Âge », Paris, PUPS, 2015, p. 107-148.. Sébastien Morlet. Lire en extraits. Lecture et production des textes de l'Antiquité à la fin du Moyen Age, Presses Université Paris-Sorbonne, pp.107-148, 2015, 978‐2‐84050‐981‐3. ⟨hal-02426852⟩
- Fabienne Jourdan. Plutarque développe-t-il réellement une pensée dualiste ?. F. Jourdan et A. Vasiliu. Dualismes, « Doctrines religieuses et traditions philosophiques » (actes du séminaire LABEX organisé par F. Jourdan, nov. 2012-Juin 2014), Hors-Série de la revue Χώρα (Polirom édition), 2015 (paru en 2016), p. 185-223., pp.185-223, 2015. ⟨hal-02426855⟩
- Fabienne Jourdan. Introduction. F. Jourdan et A. Vasiliu. Dualismes, « Doctrines religieuses et traditions philosophiques » (actes du séminaire LABEX organisé par F. Jourdan, nov. 2012-Juin 2014), numéro Hors-Série de la revue Χώρα (Polirom édition), 2016, pp.7-17, 2015. ⟨hal-02426875⟩
- Fabienne Jourdan. Le poème judéo-hellénistique attribué à Orphée. Charles Méla; Frédéric Möri. Alexandrie la divine, II, La Baconnière, pp.610-618, 2014, 978-2-9404-3122-9. ⟨hal-02426877⟩
- Fabienne Jourdan. Materie und Seele in Numenios’ Lehre vom Übel und Bösen. Die Wurzel allen Übels. « Vorstellungen über die Herkunft des Bösen und Schlechten in der Philosophie und Religion des 1.-4. Jahrhunderts » (Actes du colloque international organisé au Lichtenberg-Kolleg, 27-29 Janvier 2011), Tübingen, Mohr Siebeck (« Ratio Religionis Studien » 3), 2014,, Mohr Siebeck, pp.133-210, 2014. ⟨hal-02426845⟩
- Fabienne Jourdan, Rainer Hirsch-Luipold. « Vorwort ». Die Wurzel allen Übels, « Vorstellungen über die Herkunft des Bösen und Schlechten in der Philosophie und Religion des 1.-4. Jahrhunderts », 2014. ⟨hal-02426874⟩
- Fabienne Jourdan. Orpheus and ‘Orphism’ in the Christian literature (in Greek) of the first five centuries. Antike Mythologie in christlichen Kontexten der Spätantike, De Gruyter, pp.193-206, 2014. ⟨hal-02426849⟩

## Œuvre
- Le papyrus de Derveni (Paris, 2003)  (ISBN 978-2251324340)
- Orphée et les Chrétiens I : Orphée, du repoussoir au préfigurateur du Christ (Paris, 2010)  (ISBN 978-2251181103)
- Orphée et les Chrétiens, II : Pourquoi Orphée ? (Paris, 2011)  (ISBN 978-2251181110)
- Poème judéo-hellénistique attribué à Orphée : production juive et réception chrétienne (Paris, 2010)  (ISBN 2251742069)
- Penser et être Dieu : Essais sur l'enseignement de Numenius mis en regard des 'oracles chaldaïques' et lu par Proclus (2023)  (ISBN 978-3825349875)

## Récompenses et distinctions
- Médaille de bronze du CNRS (2013)[2]
- Prix Zographos de l’Association des études grecques (2012)[3]
- Prix Hamman 2009-2010[4]